# فرانچسکو لاسکا
فرانچسکو لاسکا (ایتالیایی: Francesco Lasca؛ زادهٔ ۲۹ مارس ۱۹۸۸) دوچرخه‌سوار اهل ایتالیا است.